# Глей

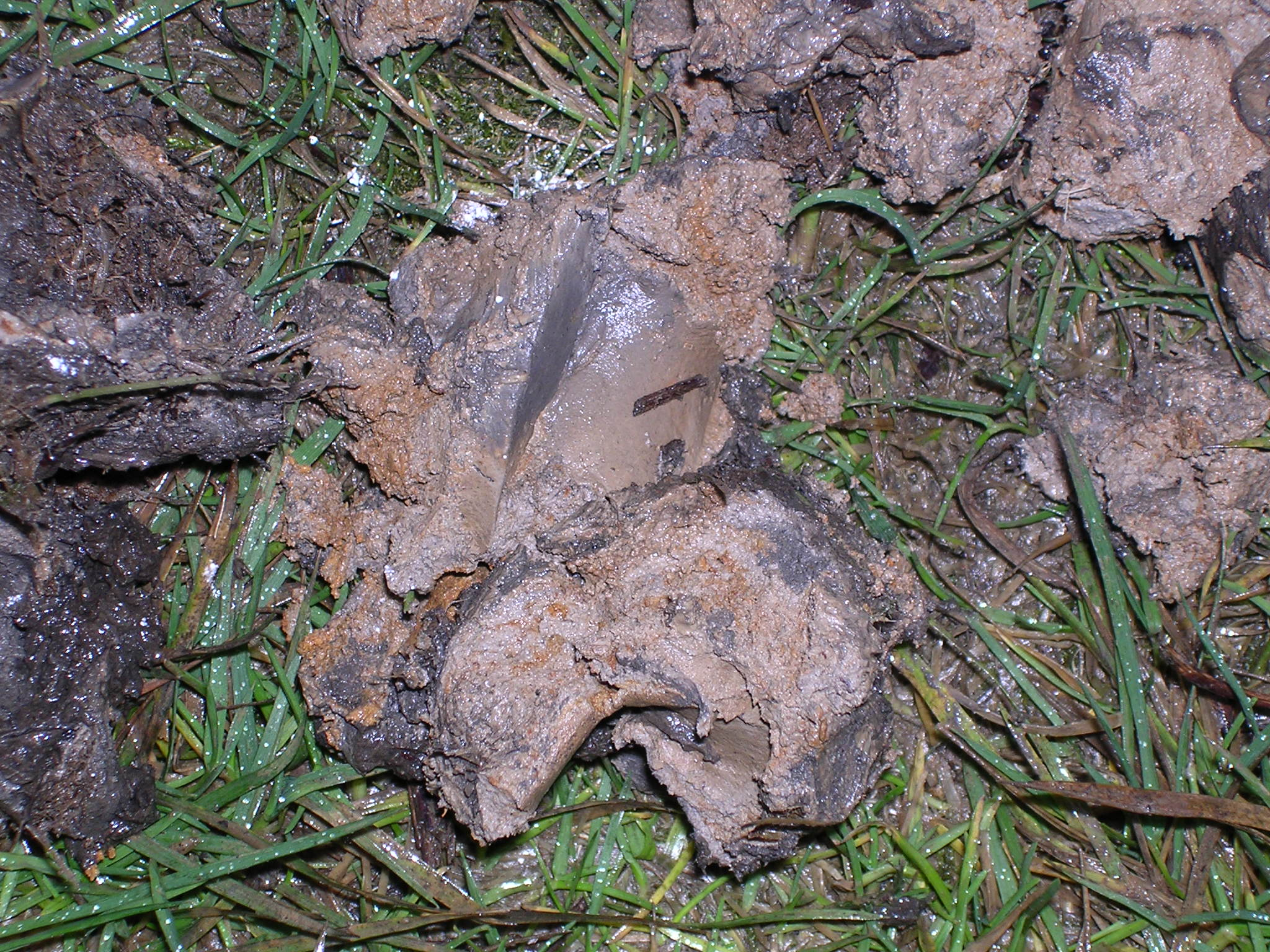
Окисляющийся на воздухе глей

Глей, гле́евый горизо́нт — горизонт почвенного профиля, характеризующийся зелёной, голубой, сизой или неоднородной сизо-ржавой окраской, бесструктурностью и низкой порозностью.
Глеевый горизонт обозначается буквой G. Горизонты, имеющие признаки оглеения, называются глееватыми (обозначаются, например, Ag).

## Генезис
Развивается в различных переувлажнённых, заболоченных и болотных почвах в горизонтах с затруднённым доступом или без доступа кислорода (под влиянием грунтовых или поверхностных вод). Образуется в результате оглеения — сложного комплекса процессов, преимущественно микробиологической и биохимической природы, включающего:
- восстановление минеральных и органических веществ с образованием легкоподвижных форм закиси железа, марганца, алюминия и других элементов, накапливающихся в почве;
- трансформацию гуминовых кислот в фульвокислоты;
- подкисление реакции почвы с вхождением в поглощающий комплекс двухвалентного железа, водорода, алюминия;
- разрушение алюмосиликатов с образованием глинистых минералов, содержащих двухвалентное железо,

и ряд других явлений.

## Типы глеевых горизонтов

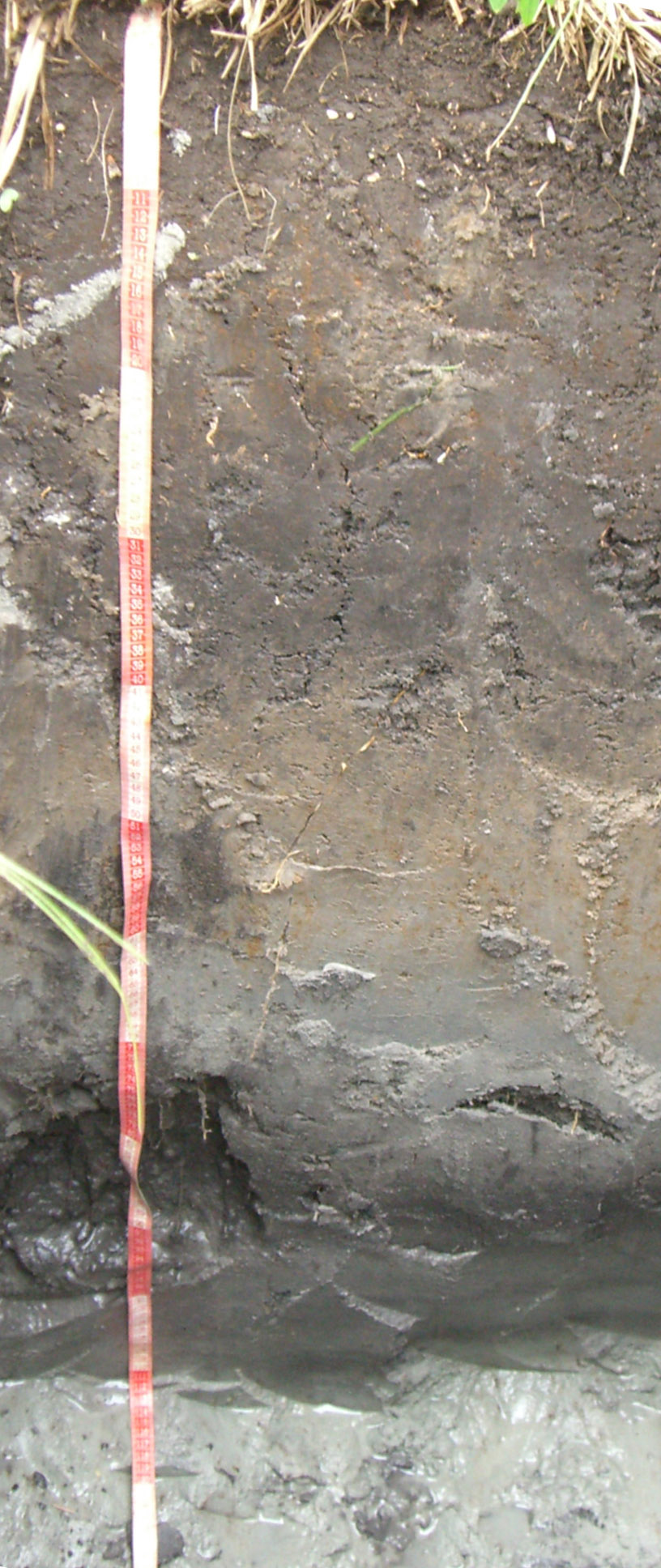
Аллювиальная болотная перегнойно-глеевая почва. Пойма реки Дон, Волгоградская область, Россия

Выделяется ряд типов глеевых горизонтов в зависимости от их происхождения и свойств.
Следующие типы формируются при переувлажнении почв грунтовыми водами:
- Глей (грунтово-глеевый горизонт, гидрологический глей, ортоглей, эндоглей) формируется при грунтовом заболачивании почв. Окраска голубоватая, сизая, серовато-сизая, часто с ржавыми пятнами или крапинками. При воздействии атмосферы цвет не меняется.
- Болотный глей (вивианитово-глеевый горизонт, ортоглей) образуется в болотных почвах при обильном торфонакоплении. Для данного горизонта характерна синяя или голубая окраска, при контакте с атмосферой быстро переходящая в бурую.
- Маршевый глей (глауконитово-глеевый горизонт) встречается в пойменных, плавневых и маршевых почвах. Окрашен в зеленоватые и оливковые тона, при воздействии атмосферного воздуха цвет горизонта меняется слабо.
- Склоновый глей (висячий глей, амфиглей, эклиглей) формируется на месте выхода верховодки или грунтовых вод.

Возможно также переувлажнение почв атмосферными осадками, вызванное наличием в почве водоупорного горизонта, над которым в определённые периоды застаивается влага. Одним из примеров подобного явления является мерзлотный глей (надмерзлотно-глеевый горизонт, криоглей), образующийся над многолетней мерзлотой, являющейся водоупором. Он отличается чётким делением на нижний восстановленный полностью сизый и верхний ржаво-бурый окисленный слои.
Более широко распространён внутрипочвенный глей (почвенный глей, псевдоглей, параглей). Он формируется на верхней границе горизонта более тяжёлого гранулометрического состава, выступающего в качестве водоупора. В зависимости от происхождения этого водоупорного горизонта, выделяют псевдоглей первичный (почва сформировалась на исходно двучленной породе и унаследовала свои гидрологические свойства от неё) и вторичный (водоупор сформировался в результате процессов почвообразования, обычно это иллювиальный горизонт сильно дифференцированных почв).
Поскольку переувлажнение в этом случае имеет сезонный характер и сменяется промыванием и иссушением горизонта, оглеение сопровождается элювиальными процессами выноса разрушенных минеральных соединений. В таком случае говорят о псевдооглеении. Чередование окислительных и восстановительных условий, вызывающее изменение подвижности железа и марганца, приводит к их сегрегации, морфологически проявляющейся в возникновении пёстрой, мраморовидной, сизовато-белёсой с ржавыми пятнами окраски, а также железо-марганцевых конкреций размером до 1 см. В горизонте возможно наличие плитчато-глыбистой структуры, нередки реликтовые признаки подзолистого, лессивированного или осолоделого горизонта, по которому развивается оглеение.
В случае общей слабой водопроницаемости почв, обилии осадков, малом испарении и большой влагоёмкости подстилки образуется атмосферный глей (климатический глей, стагноглей, экзоглей). Он залегает непосредственно под подстилкой и имеет свойства гумусового или элювиального горизонта.
Особо выделяется серный глей (сульфидно-глеевый горизонт), формирующийся в переувлажнённых почвах, в профиле которых есть сульфаты. При оглеении сульфаты превращаются в сульфиды (см. анаэробное дыхание), в результате чего горизонт приобретает запах сероводорода, серый, серо-сизый или оливково-серый цвет. После осушения окраска становится пёстрой с жёлтыми пятнами ярозита («кошачья глина»).
Рисовый глей образуется в затопленных почвах рисовников. Для него характерно, во-первых, развитие по профилю какой-либо уже сформировавшейся почвы, а во-вторых, разделение её профиля на восстановленную толщу и окисленные плёнку у поверхности (толщина 2-3 мм), пятна вокруг крупных пор с защемлённым воздухом и вдоль корней. Туда стягиваются подвижные восстановленные железо и марганец, окисляются и осаждаются, образуя охристые пятна и прожилки. Такая почва при высыхании начинает растрескиваться, на старых рисовниках образуется полигональная трещиноватость. Со временем минеральная часть полностью разрушается, железо и марганец сегрегируются в конкреции, происходит остаточное накопление кремнезёма и образуется «рисовый подзол».

## Глеевые почвы
Российская классификация почв
Классификация почв России 2004 года выделяет отдел глеевых почв в стволе постлитогенных. Данные почвы диагностируются по наличию глеевого горизонта, залегающего непосредственно под органогенным. Органогенный горизонт может быть в зависимости от условий формирования представлен как подстилкой, торфяным или перегнойным горизонтом, так и гумусовым горизонтом с содержанием гуматного гумуса 12-15 %. Его характер используются для разделения большей части типов отдела.
Наиболее распространены данные почвы в тундровой, лесотундровой и таёжной зонах (глеезёмы, торфяно-глеезёмы), южнее до степной зоны встречаются в замкнутых понижениях рельефа, на речных террасах, под луговой и лугово-болотной растительностью, заболоченными лесами (перегнойно-глеевые, перегнойно-гумусовые глеевые, тёмногумусово-глеевые).
Выделяется также несколько типов освоенных глеевых почв (агроторфяно-глеезёмы, агротёмногумусово-глеевые и др.).
Международная классификация почв
Глайсоль - Gleysols  (GL)

## Мелиорация
Глей оказывает вредное воздействие на подавляющее большинство диких и культурных растений. Мелиорация оглеенных почв в первую очередь включает их осушение — снижение уровня грунтовых вод и сброс избыточных поверхностных вод.

## Изучение
Термин «глей» впервые введён в научную литературу русским учёным Г. Н. Высоцким (1905) и стал в почвоведении международным. В изучение процесса глееобразования большой вклад внёс профессор МГУ имени М. В. Ломоносова Ф. Р. Зайдельман.